# Top Speed (film, 1930)
Pour les articles homonymes, voir Top Speed.
Pour plus de détails, voir Fiche technique et Distribution.
Top Speed est un film américain réalisé par Mervyn LeRoy et sorti en 1930.

## Synopsis
Elmer Peters, un simple commis travaillant dans un magasin, persuade son entourage qu'il est en fait un millionnaire.

## Fiche technique
- Réalisation : Mervyn LeRoy
- Scénario : Humphrey Pearson, Henry McCarty d'après Top Speed de Harry Ruby, Guy Bolton, Bert Kalmar
- Production : First National Pictures
- Photographie : Sidney Hickox
- Montage : Harold Young
- Musique : Joseph Burke, Al Dubin
- Genre : Comédie
- Durée : 73 minutes
- Date de sortie :
  - États-Unis : 24 août 1930

## Distribution
- Joe E. Brown : Elmer Peters
- Bernice Claire : Virginia Rollins
- Jack Whiting : Gerald Brooks
- Frank McHugh : Tad Jordan
- Laura Lee : Babs Green
- Edmund Breese : Spencer Colgate
- Wade Boteler : le Sheriff
- Rita Flynn : Daisy
- Billy Bletcher : Ipps
- George 'Gabby' Hayes : Western Union Clerk
- Al Hill (en) : Briggs
- Edwin Maxwell : J.W. Rollins
- Cyril Ring : Vincent Colgate